# Purple Rain (canção)
Purple Rain é uma canção do cantor americano Prince e sua banda The Revolution. É a faixa-título do álbum Purple Rain de 1984, que por sua vez é o álbum de trilha sonora para o filme Purple Rain, também de 1984, e foi lançado como o terceiro single desse álbum. A canção é uma combinação de rock, pop, gospel e música orquestral. Ela alcançou a posição # 2 nos Estados Unidos, e é amplamente considerada como uma das canções-assinatura de Prince. Foi certificado de ouro pela Recording Industry Association of America, vendendo 1 milhão de unidades nos Estados Unidos.
O solo de guitarra desta canção, segundo a revista Rolling Stone "é possivelmente o melhor solo de guitarra em uma balada na história." Também esteve presente na lista das 500 melhores canções de todos os tempos da mesma revista. Já a revista Q Magazine a colocou na posição 40 da lista "As 100 Maiores Canções para Guitarra", e a Pitchfork Media a considera como a melhor canção dos anos 80.

## Gravação
A canção foi gravada durante um show beneficente para o Teatro de Dança de Minnesota numa boate na Primeira Avenida de Minneapolis em 3 de agosto de 1983. A apresentação foi a estreia ao vivo da guitarrista Wendy Melvoin com a The Revolution, aos dezenove anos de idade. Os jornais da cidade descreveram a performance de 70 minutos como "o melhor e mais emocionante concerto que Prince já fez em sua cidade natal", e o baterista Bobby Z afirmou, "certamente foi um dos melhores shows que já fizemos".
Depois de gravada, Prince a modificou em estúdio, diminuindo seus onze minutos iniciais para oito, bem como um dos solos e uma das estrofes que citava a compra do amor. O motivo da remoção foi a alegação que dizia que o verso diluía o impacto emocional na canção.

## Estrutura
"Purple Rain" abre com um solo de violão solitário que é rapidamente seguido por uma bateria e um órgão proeminente, que acaba por lembrar música gospel. Três versos são seguidos por um refrão, aumentando gradativamente a tensão emocional. No contexto do filme, cada verso cria laços em relação aos diferentes caráteres de Prince e seu desejo de conciliação. O primeiro verso é dedicado a seu pai, o segundo à sua ex-namorada, e então, o terceiro, seus companheiros de banda. Após o refrão final, um solo de guitarra toma conta da canção, que encerra com um solo de piano e cordas orquestrais.

## Ao Vivo
A canção é sempre presente nas apresentações ao vivo de Prince. Ele as toca em quase todas as turnês desde 1984, exceto pelo período depois de sua mudança de nome quando ele evitou seus hits mais antigos por alguns anos. No show do intervalo do Super Bowl XLI em que ele era o artista destaque, "Purple Rain", foi apresentada como a última canção de seu set e foi, apropriadamente, tocada durante uma chuva torrencial no estádio, o que combinada com a iluminação de palco roxa consolidou sua imagem de canção-assinatura. Prince cantou a canção num dueto com Beyoncé no Grammy Awards 2004, e também no Brit Awards 2006.

## Presença em "Corpo a Corpo" (1985)
Purple Rain foi incluída na trilha sonora internacional da novela "Corpo a Corpo", exibida entre 1984/1985 pela TV Globo.

## Desempenho nas Paradas Musicais
| Parada Musical (1984)     | Desempenho |
| ------------------------- | ---------- |
| Australia Singles Chart   | 41         |
| Austria Singles Chart     | 4          |
| Denmark Singles Chart     | 5          |
| Dutch Top 40              | 1          |
| Switzerland Singles Chart | 5          |
| UK Singles Chart          | 8          |
| Billboard Hot 100         | 2          |
| Billboard Hot R&B Singles | 4          |

## Prêmios e Indicações
| Ano  | Prêmio       | Indicação     | Categoria                        | Resultado | Ref.   |
| ---- | ------------ | ------------- | -------------------------------- | --------- | ------ |
| 1985 | Oscar Awards | "Purple Rain" | Oscar de melhor musical original | Venceu    | [ 13 ] |